# レ・トゥーシュ
レ・トゥーシュ （Les Touches）は、フランス、ペイ・ド・ラ・ロワール地域圏、ロワール＝アトランティック県のコミューン。

## 地理
レ・トゥーシュは、ナントの北東35km、ノール＝シュル＝エルドルの東5kmのところに位置する。
1999年にINSEEがまとめた順位表によれば、レ・トゥーシュは都市圏に含まれる農村型コミューンである。ナント都市圏の一部である。

## 由来
語源学上、レ・トゥーシュは『小さな木立』を意味する。ガロ語ではLez Tóschとなる。

## 人口統計
| 1962年 | 1968年 | 1975年 | 1982年 | 1990年 | 1999年 | 2006年 | 2012年 |
| ------ | ------ | ------ | ------ | ------ | ------ | ------ | ------ |
| 1306   | 1326   | 1359   | 1633   | 1935   | 1948   | 2071   | 2415   |

source=1999年までLdh/EHESS/Cassini、2004年以降INSEE

## 史跡
- モン・ジュイエ - コミューン西側にある標高52mの岩の山。中世からこの場所には製粉所があり、3つは第二次世界大戦まで稼動していた。製粉所の1つには十字架が1926年に建てられている。現在は公立公園となった[6]。
- ビュット製粉所[7]
- サント・メラニー教会[8]

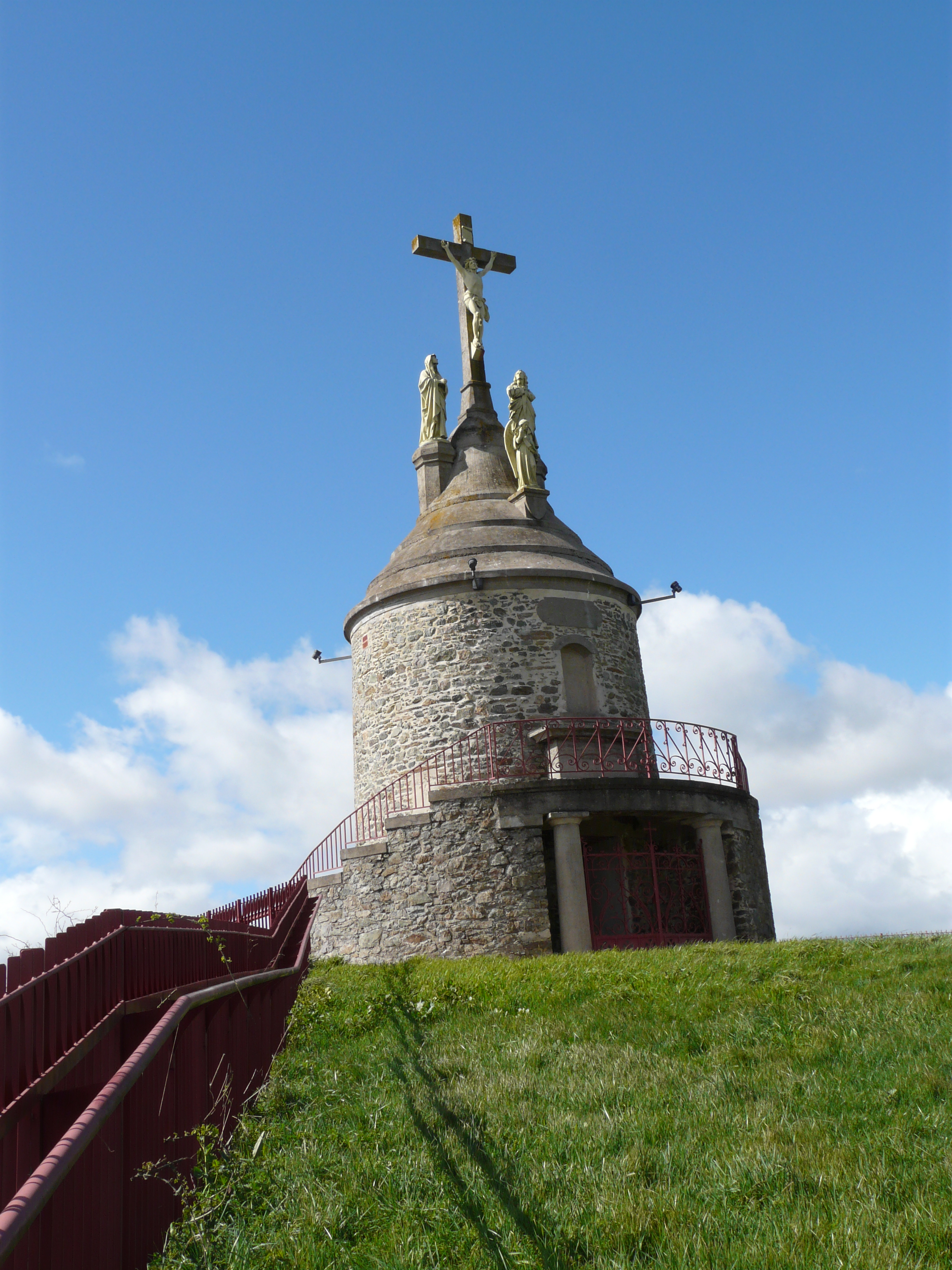
モン・ジュイエ
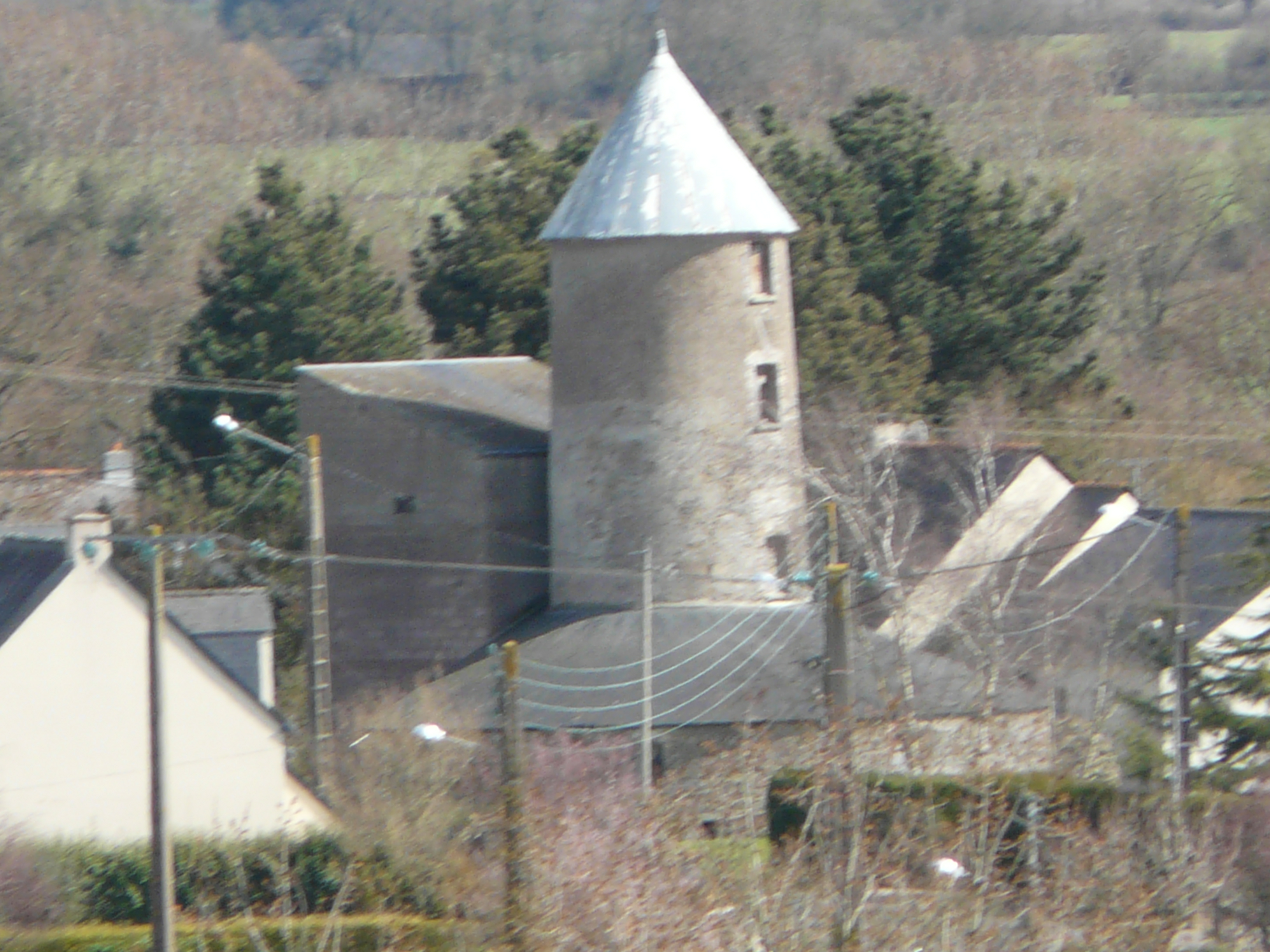
ビュット製粉所
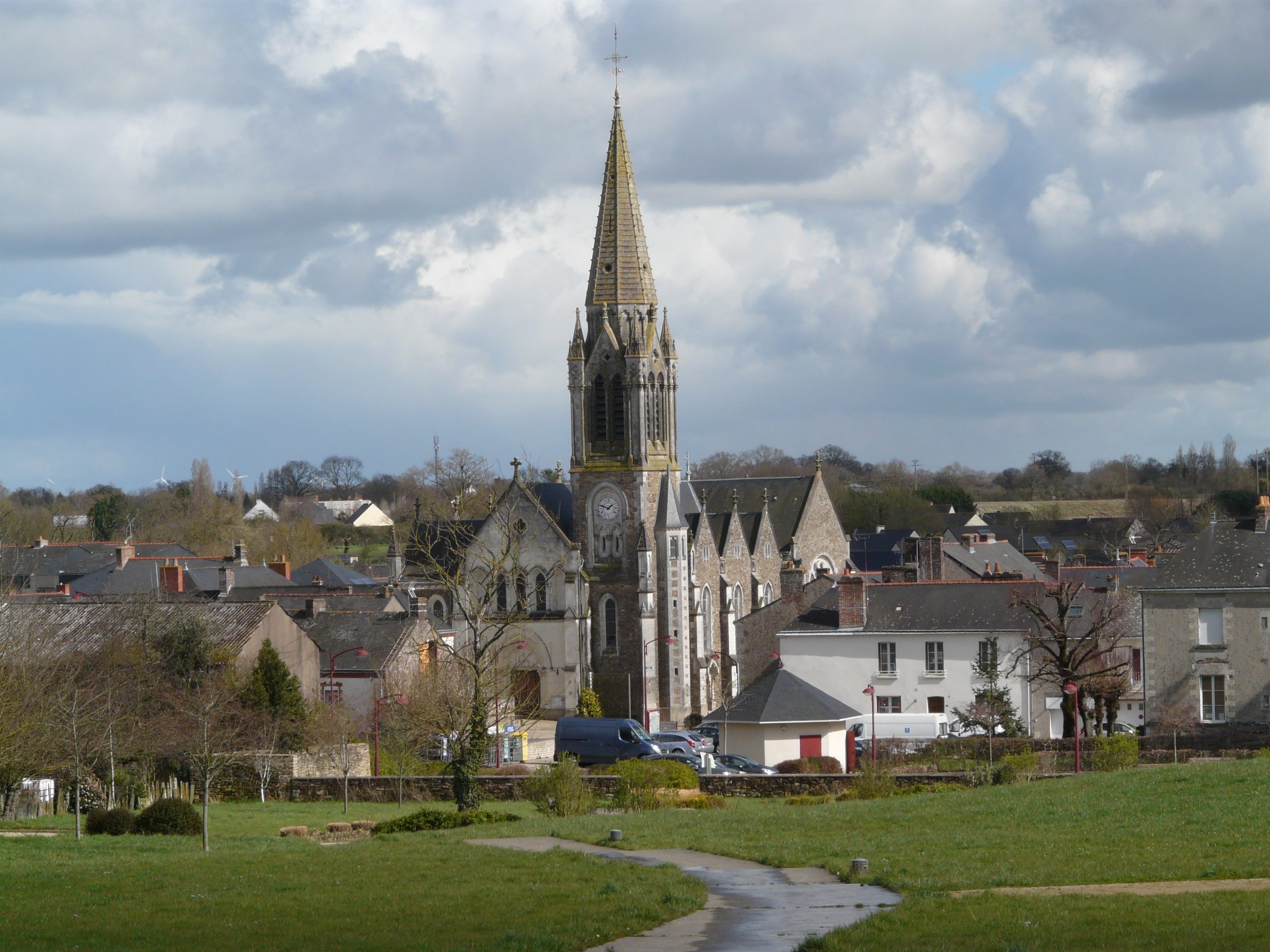
サント・メラニー教会